# Гудланд (Индијана)
Гудланд (енгл. Goodland) град је у америчкој савезној држави Индијана.

## Демографија
По попису из 2010. године број становника је 1.043, што је 53 (-4,8%) становника мање него 2000. године.
| Група             | 2000.         | 2010.         |
| Белци             | 1.079 (98,4%) | 1.000 (95,9%) |
| Афроамериканци    | 0 (0,0%)      | 7 (0,7%)      |
| Азијати           | 1 (0,1%)      | 0 (0,0%)      |
| Хиспаноамериканци | 9 (0,8%)      | 22 (2,1%)     |
| Укупно            | 1.096         | 1.043         |